# Marmirolo
Marmirolo ist eine norditalienische Gemeinde (comune) mit 7646 Einwohnern (Stand 31. Dezember 2023) in der Provinz Mantua in der Lombardei. Die Gemeinde liegt etwa sieben Kilometer nordnordwestlich von Mantua am Parco del Mincio. Sie grenzt unmittelbar an die Provinz Verona.

## Geschichte
Der Ort wird erstmals 970 nach Christus urkundlich erwähnt. 1055 gerät sie unter die Herrschaft Mantuas und wird wie Umgebung von der Familie Gonzaga beherrscht.

## Verkehr
Marmirolo liegt an der Strada Statale 236  von Brescia nach Mantua. Die Bahnstrecke Mantua-Peschiera del Garda ist mittlerweile ebenso wie der Bahnhof von Marmirolo (seit 1967) stillgelegt.

## Töchter und Söhne der Gemeinde
- Lorenzo Bosisio (* 1944), Radrennfahrer

## Gemeindepartnerschaft
Marmirolo unterhält eine inneritalienische Partnerschaft mit der Gemeinde Massa Lombarda in der Provinz Ravenna.